# Hellhammer
Hellhammer byla švýcarská metalová kapela založená roku 1982 pod názvem Hammerhead, který záhy změnila na Hellhammer. Ačkoli existovala pouze krátce (do roku 1984), ovlivnila vývoj black metalu, death metalu a doom metalu. Po jejím rozpadu založili dva ze členů kapely (Tom G. Warrior a Martin Ain) legendární kapelu Celtic Frost.
Tvorba Hellhammer by se dala zařadit do žánrů thrash metal, speed metal, black metal. Celkem vydala tři demonahrávky a jedno EP.

## Diskografie

### Dema
- Death Fiend (1983)
- Triumph of Death (1983)
- Satanic Rites (1983)

### EP
- Apocalyptic Raids (1984)

### Kompilace
- Apocalyptic Raids 1990 A.D. (1990) - reedice EP z roku 1984
- Demon Entrails (2008)